# Ina Rama
Ina Rama (ur. 22 listopada 1972 w Durrës) – albańska prokurator, w latach 2007-2012 pełniła funkcję Prokuratora Generalnego Albanii.

## Życiorys
Córka Haxhiego i Violety. W 1995 ukończyła studia prawnicze na Uniwersytecie Tirańskim, a w 2011 obroniła pracę doktorską na tej samej uczelni. W latach 1999–2001 pracowała w Sądzie Okręgowym w Durrës. W 2002 została mianowana sędzią Sądu Okręgowego w Lushnji, gdzie pracowała przez kolejne dwa lata. Od 2005 sędzia w Sądzie Apelacyjnym w Tiranie. W 2007 została mianowana na stanowisko prokuratora generalnego, po usunięciu Theodhoriego Sollaku. Była pierwszą kobietą w Albanii na tym stanowisku. W 2011 wszczęła dochodzenie przeciwko ówczesnemu wicepremierowi Ilirowi Mecie pod zarzutem korupcji, co skłoniło wicepremiera do dymisji i oskarżenia prokurator generalnej, że prowadzi działalność ekstremistyczną zmierzającą do zdyskredytowania Mety i kierowanej przez niego partii. W grudniu 2012 na stanowisku prokuratora generalnego zastąpił ją Adriatik Llalla.
W latach 2014–2017 pełniła funkcję doradcy prawnego Credins Bank, by w 2017 objąć stanowisko sędziego Sądu Apelacyjnego. Jako profesor Uniwersytetu Aleksandra Moisiu prowadzi wykłady z prawa dla studentów. 
Jest mężatką (mąż Agron Nuredini).